# Boomerang (album)
Boomerang je prvi studijski album skupine Boomerang. Album je bil posnet septembra 1978 v Studio G7, v Torinu v Italiji in izdan leta 1979 pri beograjski založbi PGP RTB.

## Seznam skladb
| A stran | A stran                                                      | A stran |
| Št.     | Naslov                                                       | Dolžina |
| ------- | ------------------------------------------------------------ | ------- |
| 1.      | „Život, svetlucava, prolazna stvar‟ (Goran Tavčar/Boomerang) | 7:13    |
| 2.      | „Ti ljeto‟ (G. Tavčar/Boomerang)                             | 7:53    |
| 3.      | „Krug‟ (G. Tavčar/Boomerang)                                 | 7:16    |

| B stran | B stran                                     | B stran |
| Št.     | Naslov                                      | Dolžina |
| ------- | ------------------------------------------- | ------- |
| 1.      | „Kada ti nisi tu‟ (G. Tavčar/Boomerang)     | 5:15    |
| 2.      | „Beskrajne dimenzije‟ (G. Tavčar/Boomerang) | 6:45    |
| 3.      | „Praznik života‟ (G. Tavčar/Drago Mislej)   | 9:46    |

## Zasedba
- Zlati Klun – solo vokal, tolkala
- Goran Tavčar – kitara
- Boris Tenčič – kitara, flavta
- Dino Sartoretto – bas kitara
- Dario Vatovac – bobni